# Герцог де Бофремон
Герцог де Бофремон (фр. Duc de Bauffremont) — французский аристократический титул. Он был создан в 1818 году королем Людовиком XVIII для Александра де Бофремона (1773—1833), носившего титулы маркиза де Бофремона и принца де Бофремона. 17 августа 1815 года Александр Бофремон был сделан пэром Франции.

## Список герцогов Бофремон
- 1818—1833: Александр де Бофремон (1773—1833), 1-й герцог де Бофремон, старший сын принца Жозефа де Бофремона (1713—1795)
- 1833—1860: Альфонс де Бофремон (1792—1860), 2-й герцог де Бофремон, старший сын предыдущего
- 1860—1891: Роже де Бофремон (1823—1891), 3-й герцог де Бофремон, старший сын предыдущего
- 1891—1893: Поль де Бофремон (1827—1893), 4-й герцог де Бофремон, младший брат предыдущего
- 1893—1897: Гонтран де Бофремон (1822—1897), 5-й герцог де Бофремон, двоюродный брат предыдущего
- 1897—1917: Пьер Эжен де Бофремон (1843—1917), 6-й герцог де Бофремон, сын предыдущего
- 1917—1945: Теодор Пьер де Бофремон (1879—1945), 7-й герцог де Бофремон, сын предыдущего
- 1945 — настоящее время: Жак де Бофремое-Куртене (род. 1922), 8-й герцог де Бофремон, сын предыдущего
  - наследник титула: Шарль-Эмманюэль де Бофремон, принц де Бофремон (род. 1945), старший сын предыдущего.

## Герцоги де Бофремон
- Александр де Бофремон (27 апреля 1773 — 22 декабря 1833), маркиз де Бофремон и де Листенуа, принц де Бофремон, пэр Франции с 1815 года, герцог де Бофремон с 1818 года, кавалер Ордена Святого Людовика. Он женится в 1787 году на Мари-Антуанетте-Розали-Полине де Келан де Ла-Вогийон (1771—1847), дочери Поля-Франсуа де Ла-Вогийона и виконтессы Антуанетты-Розали де Понс-Рокфор. у них было двое сыновей: Альфонс (1792—1860), 2-й герцог де Бофремон, и Теодор Бофремон-Куртене (1793—1852).
- Альфонс де Бофремон (5 февраля 1792 — 10 марта 1860), старший сын предыдущего, князь де Бофремон, 2-й герцог де Бофремон, князь де Каранси (1824), кавалер Ордена Святого Людовика, адъютант маршала Мюрата, сенатор Второй Империи. Он женился в 1822 году на Екатерине Монкада (1795—1878), дочь Хуана-Луиса Монкада, князя де Патерно, и Джованны дель Бальцо.
- Роже де Бофремон (29 июня 1823 — 23 апреля 1891), старший сын предыдущего, принц де Бофремон, 3-й герцог де Бофремон, пэр Франции, принц де Каранси. Женат с 1849 года на Лор Леру (1832—1917), дочери Эжена и Элоиз Бург де Босси, основательнице конгрегации францисканских сестер миссионеров святого Сердца 21 апреля 1861 года. Не имел детей.
- Поль де Бофремон (11 декабря 1827 — 2 ноября 1893), младший брат предыдущего, принц де Бофремон, 4-й герцог де Бофремон, пэр Франции. Полковник 1-го гусарского полка, затем бригадный генерал. С 1861 года был женат на Валентин де Рике Караман-Шиме (1839—1914), дочери Жозефа де Рике де Караман-Шиме, принца де Шиме, и Эмилии де Пеларга. У супругов было две дочери. После развода в 1875 году Валентин вторично вышла замуж за румынского аристократа Георгия Бибеску.
- Гонтран де Бофремон (16 июля 1822 — 5 сентября 1897), двоюродный брат предыдущего, сын князя Теодора де Бофремона-Куртене (1793—1852), и принцессы Анн Элизабет Лоранс де Монморанси (1802—1860). Принц де Бофремон, 5-й герцог де Бофремон, пэр Франции и принц де Каранси. Кавалер испанского Ордена Карлоса III. Женат с 1842 года на Ноэми д’Обюссон де Ла Фейад (1826—1904), дочери Огюстина-Пьера, графа де Фейада, и Бланш Руйе дю Кудре
- Пьер Эжен де Бофремон (6 сентября 1843 — 30 августа 1917), сын предыдущего, принц де Бофремон, 6-й герцог де Бофремон, пэр Франции и принц де Каранси. Кавалер большого креста Изабеллы Католической, большого креста Святых Маврикия и Лазаря. Женат с 1865 года на Марии Кристине Осорио де Москосо и Бурбон (1850—1904), герцогине де Атриско, 10-й маркизе де Леганес, маркизе де Мората де Ла-Вега, грандессе Испании 1-го класса, дочери герцога Сесса и Луизы Терезы де Бурбон, инфанты Испании.
- Пьер д’Алькантара Лоран Жозеф Мария Александр Теодор де Бофремон (28 октября 1879 — 14 марта 1945), принц де Бофремон, 7-й герцог де Бофремон (1917—1945), гранд Испании 1-го класса, герцог де Атриско, младший сын предыдущего и Марии Кристины Осорио де Москосо и Бурбон. Женат с 1907 года Терезе Октавии Стефании Шеврье де Ла Бушардье (1877—1959), дочери Шарля Шеврье де Ла Бушардье и Терезы Элизы Уолтер. Они имеют пять детей.
- Жак Иблет Наполеон Мари Лоран Александр де Бофремон (6 февраля 1922 - 9 января 2020), второй (младший) сын предыдущего. Бальи большого креста Константиновского ордена Святого Георгия (1976). Женат с 1943 года на Сибиль Шарлотте полине Марии де Шабанн (1922—2005), дочери Габриэля де Шабанн и Маго де Бетюн-Сюлли. Они имеют четырех детей.